# Saw (film)
Saw è un cortometraggio horror pubblicato nel 2003, diretto da James Wan e scritto da Leigh Whannell (che vi recita anche nel ruolo di David). La pellicola fu utilizzata inizialmente per promuovere la sceneggiatura del lungometraggio omonimo (Saw - L'enigmista, 2004) a vari studi cinematografici e attori, per poi essere successivamente inclusa in quest'ultimo come scena, con Shawnee Smith nella parte di Amanda che indossa la trappola per orsi rovesciata al posto di David. Il corto originale è incluso nel secondo disco di Saw: Uncut Edition.

## Trama
Un ragazzo di nome David (Leigh Whannell) è in una stanza per gli interrogatori a parlare con un ufficiale di polizia (Paul Moder). David è in manette, ha del sangue sul viso e sulla camicia e sta fumando una sigaretta. Dice al poliziotto che, dopo aver finito il suo lavoro di inserviente in ospedale, è stato colpito e portato in una grande stanza da uno sconosciuto.
All'interno della stanza David era legato ad una sedia con un grande dispositivo di metallo arrugginito bloccato sulla sua testa. Alla sua sinistra c'era un piccolo televisore, che ha riprodotto un video raffigurante uno spaventoso burattino, il quale gli dice che il dispositivo sulla sua testa è una "Trappola per Orsi Rovesciata". Essa è agganciata alla sua mascella che, se non sbloccata in tempo, gli aprirà il volto. Il burattino gli dice anche che l'unica chiave per sbloccare il dispositivo si trova nello stomaco del suo compagno di cella morto (Dean Francis).
David riesce a liberarsi dalle cinture che lo legano alla sedia, ma alzandosi attiva il timer posizionato sul retro del dispositivo. Dall'altra parte della stanza si trova il corpo che il burattino ha menzionato, ma che poi si scoprirà che non era morto bensì paralizzato; David colpito dal panico inizia a trafiggere il suo compagno di cella con un bisturi per trovare la chiave. Una volta trovata, David sblocca il dispositivo e lo getta a terra; in quel momento esso si apre di scatto.
David inizia a urlare e piangere dall'orrore, in quel momento il burattino del video appare su un triciclo e si congratula con David per essere riuscito a "sopravvivere", gli dice che molti sono ingrati nei confronti della vita, ma non lui, non più ora.
Il film si conclude con l'ufficiale di polizia che gli dice "Sei grato, David?" causando al giovane uno svenimento.
Dopo i titoli di coda, viene mostrata una replica del bagno utilizzato nel primo film, anche se con alcune differenze e un piccolo spioncino dove vi è un occhio dietro di esso.

## Produzione ed origini
Prima del 2003, James Wan e Leigh Whannell cominciarono a scrivere una sceneggiatura per un film horror, prendendo ispirazione dai loro sogni e paure. Al termine della sceneggiatura, Leigh e James hanno voluto prendere una parte della sceneggiatura, in seguito noto come Saw, per lanciare il loro film. Con l'aiuto di Charlie Clouser, che aveva composto la colonna sonora per il film, e alcune controfigure, Leigh e James hanno girato il film praticamente senza budget, inoltre Leigh decise di diventare un protagonista della pellicola.
Durante le riprese, venne rivelato che la trappola utilizzata su Whannell si è rivelata essere pienamente funzionale e molto arrugginita, il che l'ha resa molto pericolosa, invece la versione della trappola usata nel lungometraggio è stata resa più sicura e aveva ruggine artificiale. Dopo aver completato il cortometraggio, la coppia si è recata alla Lions Gate Entertainment per presentare il film, i quali hanno immediatamente accettato l'accordo, e finanziato 1,2 milioni USD di budget per rendere la loro sceneggiatura un lungometraggio. Invece di essere pagati in anticipo, Wan e Whannell hanno accettato di prendere una percentuale dei profitti di uscita del film, che si rivelò essere molto più di quanto era inizialmente previsto.